# Aegla intercalata
Aegla intercalata es una especie de decápodo aéglido integrante del género Aegla, cuyos miembros son denominados comúnmente cangrejos tanque, cangrejos pancora, cangrejos de agua dulce, falsos cangrejos o cucarachas de río. Este crustáceo habita en aguas dulces del centro-sur de América del Sur.

## Taxonomía
Esta especie fue descrita originalmente en el año 1994 por los carcinólogos Georgina Bond-Buckup y Ludwig Buckup.
Localidad y ejemplares tipo
Fue descrita con ejemplares provenientes del río de las Lajas, en la localidad de El Rodeo, en la provincia de Catamarca, a una altitud de 1500 m s. n. m. El holotipo es un macho etiquetado como el MLP 46H, colectado por R. P. Sorrays. Los paratipos se componen de 38 machos y 14 hembras, colectados en la misma localidad citada, y en el río las Trancas, La Chacra, Andalgalá, Esquina Grande, Cuesta del Clavillo, todas localidades en la misma provincia, además de otras en la provincia de Tucumán, en la quebrada de los Sosa, y en la quebrada de Lules. 
Etimología
Etimológicamente el término específico intercalata referencia a la palabra en latín intercalatus que significa ‘intercalado’, indicando que este taxón posee caracteres intermedios entre otras especies del género.

## Distribución y hábitat
Este cangrejo habita en el fondo de arroyos, ríos, lagunas y lagos de agua dulce. Se distribuye de manera endémica en el noroeste argentino, en las provincias de Catamarca y Tucumán.
Tucumán
- Quebrada de los Sosa, quebrada de Lules.

Catamarca
- El Rodeo (río Las lajas (1500 m s. n. m.), río las Trancas, La Chacra, Andalgalá, Esquina Grande, Cuesta del Clavillo.

## Características y costumbres
Las medidas promedio para este cangrejo son en el caso de los machos 23,66 mm y para las hembras 17,59 mm de largo.
La especie más similar es A. scamosa, con la cual comparte la forma del rostro y de las manos, pero es posible separarla por la convexidad del caparazón y porque A. intercalata exhibe una cresta palmar muy reducida o ausente.